# Aphis viburni
Aphis viburni är en insektsart som beskrevs av Giovanni Antonio Scopoli 1763. Aphis viburni ingår i släktet Aphis och familjen långrörsbladlöss. Arten är reproducerande i Sverige. Inga underarter finns listade i Catalogue of Life.